# Lee (Jeans)

Firmenlogo

Lee ist eine Marke für Jeans, die 1889 in Salina (Kansas) gegründet wurde. Heutiger Eigentümer ist Kontoor Brands, welche die Markenrechte in Deutschland hält.

## Geschichte
Henry David Lee gründete 1889 die H.D Lee mercantile Company in Kansas. Aufgrund der schlechten Qualität importierter Stoffe verwendete er Baumwolle aus den USA. 1911 wurden die ersten Lee-Overalls aus Jeansstoff hergestellt, an deren Design sich bis heute Arbeitsoveralls orientieren.
1921 entwickelte die Marke Lee eines ihrer ikonischen Werke, die Jeansjacke „Loco Jacket“, die speziell für Arbeiter im Eisenbahngewerbe produziert wurde. Laut eigenen Angaben war Lee das erste Kleidung herstellende Unternehmen, welches 1926 den Reißverschluss in der Textilindustrie für Arbeitskleidung verwendete. Durch das Geräusch, welches die Reißverschlüsse verursachten, bekam sie den Spitznamen „Whizit Bib“.
1937 war die H.D. Lee Company der größte Hersteller von Arbeitskleidung in den USA.
1949 begann der zusätzliche Verkauf von Jeans extra für Frauen, bis zu diesem Zeitpunkt wurde nur Arbeitskleidung und Jeans für Männer angeboten. Durch zahlreiche Kinofilme änderte sich in den 1950er Jahren das Jeans-Bild in den USA. Jeans änderten ihr Image vom Gebrauchs- und Arbeitsmittel und wurden zunehmend zu einem Teil der Popkultur, deren Vorreiter James Dean und Marlon Brando waren.

## Kollektion
Unter dem Label Lee werden hauptsächlich Jeans, aber auch andere Hosen, Oberteile und Accessoires vertrieben. Die Kollektionen unterscheiden sich nach Kontinenten: Während man sich in Europa, Asien und Australien eher an das junge Publikum richtet und auch Flagshipstores etabliert wurden, ist in Nord- und Mittelamerika eher eine konservative Käuferschicht im Fokus, wobei die Produkte teils nur über Warenhausketten vermarktet werden. Nur wenige Modelle werden global angeboten.

## Bekannte Modelle
Ein in den 60er-Jahren sehr beliebtes Modell war die Lee Rider 101-Z, eine etwas schmaler geschnittene Jeanshose. Auf Basis dieser Hose werden immer wieder Jeans aufgelegt, die die Ziffernfolge 101 im Namen tragen und meist aufwändig gearbeitet sind. Mittlerweile steht 101 aber nurmehr für Jeans aus hochwertigen Baumwollstoffen, farbigen Nähten oder erweiterter Ausstattung  und nicht mehr für den Schnitt.